# The Experiment (film 1922)
The Experiment è un film muto del 1922 diretto da Sinclair Hill.

## Produzione
Il film fu prodotto dalla Stoll Picture Productions.

## Distribuzione
Distribuito dalla Stoll Picture Productions, uscì nelle sale cinematografiche britanniche nel 1922.